# キム・ゴウン
キム・ゴウン（김고은、1991年7月2日 - ）は、韓国の女優。ソウル特別市出身。血液型はB型。 BHエンターテインメント所属。

## 来歴
- 韓国芸術総合学校演劇院卒業[3]。
- 2012年、映画『ウンギョ 青い蜜』でデビュー[4]。
- 2017年5月21日に初のファンミーティング「ゴウン日 5番目の春、最初の出会い」を開催[3]。
- 2017年7月、HODU&UエンターテインメントからBHエンターテインメントへの事務所移籍を発表[5]。

## 人物・交遊関係
- EXOのスホ、女優のイム・ジヨン、俳優のピョン・ヨハンとは韓国芸術総合学校時代の先輩後輩の関係[6]。また、俳優のパク・ボゴムとも交友がある[7]。

## 出演
主演作は太字

### 映画
- ウンギョ 青い蜜（2012年） - ウンギョ 役[8]
- その怪物（2014年） - ボクスン 役[9]
- コインロッカーの女（2015年） - イリョン 役[10]
- メモリーズ 追憶の剣（2015年） - ソリ 役[11]
- 奴が嘲笑う（2015年） - チン・ソンミン 役[12]
- 君が描く光（2016年） - ヘジ 役[13]
- サンセット・イン・マイ・ホームタウン（2018年） - ソンミ 役[14]
- スピード・スクワッド ひき逃げ専門捜査班（2019年）特別出演
- ユ・ヨルの音楽アルバム（2019年） - ミス 役[15][16]
- 英雄（2022年）
- 破墓/パミョ（2024年） - ファリム 役[17]
- ラブ・イン・ザ・ビッグシティ（2024年）

### テレビドラマ
- 恋はチーズ・イン・ザ・トラップ（2015年、tvN） - ホン・ソル 役[18]
- トッケビ〜君がくれた愛しい日々〜（2016年 - 2017年、tvN） - チ・ウンタク 役[19]
- ザ・キング:永遠の君主（2020年、SBS） - チョン・テウル / ルナ 役[20]
- ユミの細胞たち（2021年、tvN） - ユミ 役[21]
- ユミの細胞たち2（2022年、tvN） - ユミ 役
- シスターズ（2022年、tvN） - オ・インジュ 役[22]
- ウンジュンとサンヨン（2025年、Netflix）

### バラエティ
- セクションTV芸能通信（2016年、MBC）[23]
- ハッピートゥゲザー3（2016年、KBS 2TV）[24]
- 君の声は（2019年、JTBC）[25]
- Begin Again3（2019年、JTBC）[26][27]
- ハッピートゥゲザー4（2019年、KBS 2TV）[28]

- バラドンバダ（2021年、JTBC）[29]

### ラジオ
- チェ・ファジョンのパワータイム（2015年、SBSパワーFM）[30]
- イ・ヒョヌの音楽アルバム（2019年、KBSクールFM）[31]

### 広告
- BUCKAROO JEANS（2012年）[32]
- NEPA（2013年）[33]
- LABIOTTE（2016年）[34]
- ランコム（2017年）[35]
- ユニクロ（2018年）[36]
- JMsolution（2019年）[37]

## 広報大使
- 「韓国映画アカデミー長編過程10周年：KAFA 十歳博」（2016年）[38]

## ディスコグラフィ
- シン・スンフン「太陽、月、星、私たち」（2015年、『I AM...&I AM』)
- ドラマ『チーズ・イン・ザ・トラップ』OST「導き」（2016年）

## イベント

### ファンミーティング
- 「ゴウン;ナル_5番目の春、初めての出会い」（2017年5月21日）[39]

## 雑誌
- 「NYLON」2012年5月号[40]
- 「In style」2012年6月号[41]
- 「SURE」2012年7月号[42]
- 「ELLE」2014年3月号[43]
- 「ELLE」2015年2月号[44]
- 「1st Look」2015年5月号 with キム・ヘス[45]
- 「NYLON」2015年5月号 with パク・ボゴム[46]
- 「VOGUE」2015年5月号
- 「COSMOPOLITAN」2015年5月号[47]
- 「allure Korea」2015年6月号[48]
- 「HIGH CUT」155号（2015年8月6日発売）[49]
- 「In style」2016年2月号[50]
- 「COSMOPOLITAN」2016年4月号[51]
- 「ELLE」2017年3月号[52][53]
- 「HIGH CUT」2017年6月号[54]
- 「HIGH CUT」204号[55]
- 「marie claire HONG KONG」2017年11月号[56]
- 「Marie Claire」2018年3月号[57]
- 「Esquire」2018年7月号[58]
- 「ELLE」2018年12月号[59][60]
- 「marie claire」2019年9月号[61]
- 「Harper's Bazzar」2019年12月号[62]
- 「ELLE」2020年5月号[63]
- 「marie claire」2020年10月号[64]

## 賞とノミネート

### 受賞
- 2012年「第33回青龍映画賞 新人女優賞」（『ウンギョ 青い蜜』）
- 2012年「第49回大鐘賞 新人女優賞」（『ウンギョ 青い蜜』）[65]
- 2012年「第21回釜日映画賞 新人賞」（『ウンギョ 青い蜜』）[66]
- 2012年「韓国映画評論家協会賞 新人女優賞」（『ウンギョ 青い蜜』）[67]
- 2012年「釜山映画評論家協会賞 女性新人演技者賞」（『ウンギョ 青い蜜』）
- 2012年「釜日映画賞 新人女性演技賞」（『ウンギョ 青い蜜』）[68]
- 2012年「今年の映画賞 新人女優賞」（『（ウンギョ 青い蜜』）
- 2012年「CINE21映画賞 今年の女性新人俳優賞」（『ウンギョ 青い蜜』）
- 2012年「第2回美しい芸術人賞 新人芸術人賞」（『ウンギョ 青い蜜』）[69]
- 2012年「Jimffライジングスターアワード 俳優部門 ライジングスター賞」（『ウンギョ 青い蜜』）
- 2013年「ニューヨーク・アジア映画祭 アジアライジングスター賞」（『ウンギョ 青い蜜』）
- 2013年「第4回KOFRA映画祭 新人女優賞」（『ウンギョ 青い蜜』）
- 2015年「第19回富川国際ファンタスティック映画祭 富川チョイス長編部門 主演女優特別言及」（『コインロッカーの女』）[70]
- 2015年「第19回 富川国際ファンタスティック映画祭 ファンタジア賞」（『コインロッカーの女』）
- 2015年「韓国映画を輝かせたスター賞 人気俳優賞」（『コインロッカーの女』）[71]
- 2016年「第52回百想芸術大賞 TV部門 女性新人演技賞」（『恋はチーズ・イン・ザ・トラップ』）
- 2016年「第6回コスモビューティーアワード 今年のビューティーアイコン賞」[72]
- 2016年「スタイルアイコンアジアアワード オーサムライジング賞」
- 2016年「第16回韓国青少年映画祭 新人女優賞」（『奴が嘲笑う』）
- 2017年「第5回ドラマフィーバーアワード ベストカップル賞 with コン・ユ」（『トッケビ〜君がくれた愛しい日々〜』）
- 2024年「第60回百想芸術大賞 映画部門 女性最優秀演技賞」（『破墓』）[73]

### ノミネート
- 2012年「第49回大鐘賞 最優秀女優賞」（『ウンギョ 青い蜜』）
- 2013年「第49回百想芸術大賞 映画部門新人女優賞」（『ウンギョ 青い蜜』）
- 2015年「第24回釜日映画賞 最優秀女優賞」（『コインロッカーの女』）[74]
- 2016年「第5回APANスターアワード 新人女優賞」（『恋はチーズ・イン・ザ・トラップ』）
- 2016年「第9回コリアドラマアワード 新人女優賞」（『恋はチーズ・イン・ザ・トラップ』）
- 2017年「第53回百想芸術大賞 最優秀女優賞」（『トッケビ〜君がくれた愛しい日々〜』）[75]
- 2017年「第10回コリアドラマアワード 最優秀女優賞」（『トッケビ〜君がくれた愛しい日々〜』）
- 2018年「第13回Soompiアワード 最優秀女優賞」（『トッケビ〜君がくれた愛しい日々〜』）
- 2018年「第13回Soompiアワード ベストカップル賞 with コン・ユ」（『トッケビ〜君がくれた愛しい日々〜』）
- 2019年「フェロー島映画祭 人気女優賞」（『辺山』）
- 2020年「フェロー島映画祭 人気女優賞」（『ユ・ヨルの音楽アルバム』）
- 2020年「春史映画賞 最優秀女優賞」（『ユ・ヨルの音楽アルバム』）
- 2020年「第7回APANスターアワード 人気女優賞」（『ザ・キング:永遠の君主』）
- 2020年「SBS演技大賞 最優秀女優賞」（『ザ・キング:永遠の君主』）
- 2020年「SBS演技大賞 ベストカップル賞 with イ・ミンホ」（『ザ・キング:永遠の君主』）